# Salmo 150

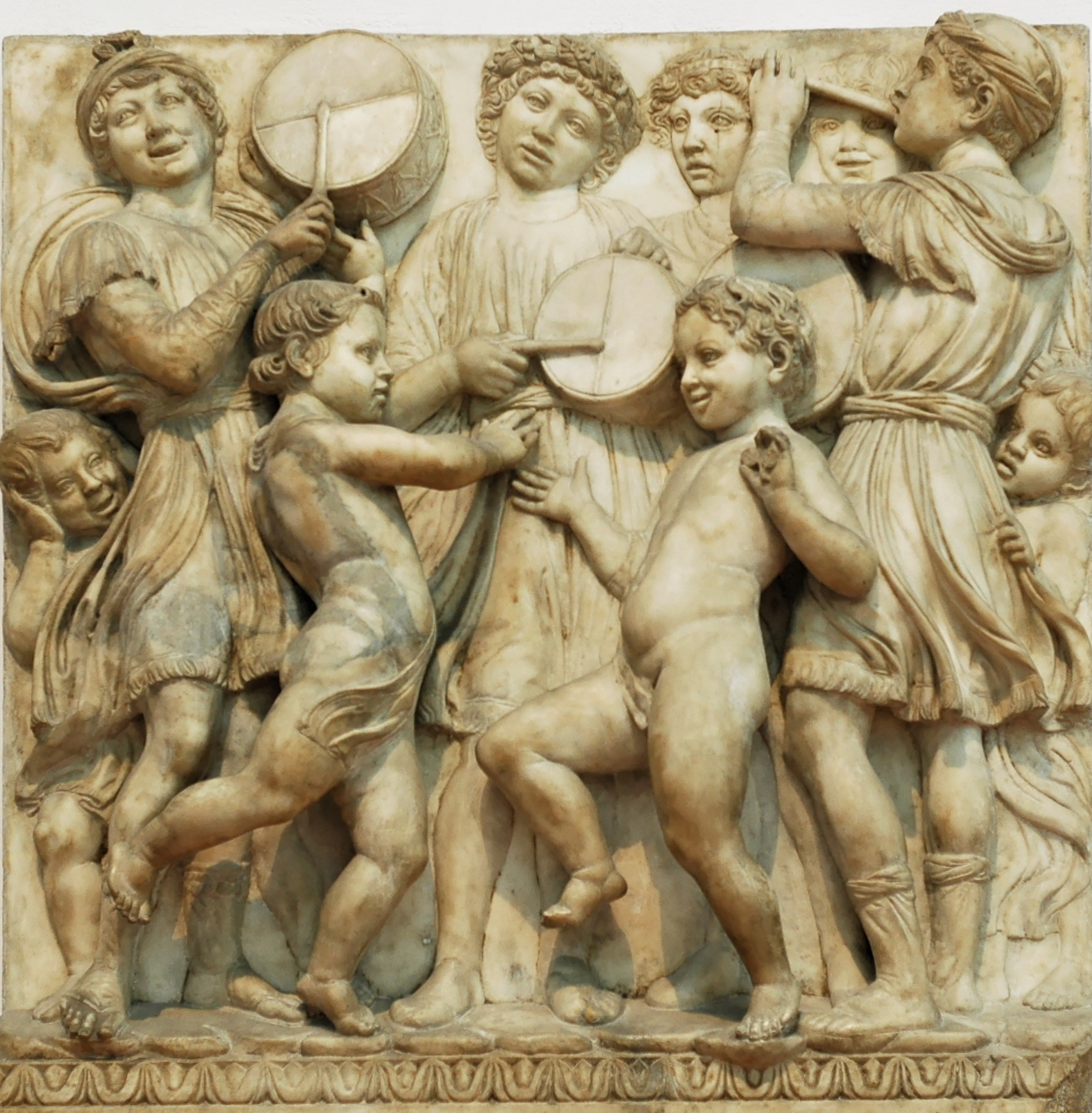
Ilustración del Salmo 150 perteneciente a la antigua cantoria de la catedral de Florencia.

El salmo 150  es el centésimo quincuagésimo salmo del Libro de los salmos de la Biblia. Se trata del último de los salmos del salterio tanto para la Biblia hebrea como para la Vulgata latina. Sin embargo, la Biblia Septuaginta griega cuenta como canónico un salmo más.
Este salmo puede considerarse como una doxología final, la cual invita a los músicos y a todos los vivientes a alabar a Yahweh.
La Biblia de Jerusalén describe el Salmo 150 como un «coro final de alabanza». Es un salmo himno, que forma parte habitual de las liturgias judía, católica, luterana, anglicana y otras liturgias protestantes. Como uno de los salmos Laudate, formaba parte de las laudes, un servicio religioso católico matutino. Ha sido parafraseado en himnos y a menudo se ha puesto música. A lo largo de los siglos, varios compositores han escrito arreglos en diversos idiomas, entre ellos el arreglo alemán de Bruckner, Salmo 150, de 1892; el tercer movimiento de la Sinfonía de los salmos de Stravinsky en latín; y el tercer movimiento, Tehillim, en hebreo en el Gloria de Karl Jenkins en 2010.

## Antecedentes y temas
Al igual que los Salmos 146, 147, 148 y 149, el Salmo 150 comienza y termina en hebreo con la palabra Aleluya. Además, David Guzik señala que cada uno de los cinco libros de los Salmos termina con una doxología (es decir, una bendición), y el Salmo 150 representa la conclusión del quinto libro, así como la conclusión de toda la obra, de una manera más elaborada que los versículos finales que cierran los otros libros, por ejemplo, Salmo 41:13:«Bendito sea el Señor Dios de Israel, desde la eternidad y para siempre. Amén, amén».
Matthew Henry señala que este salmo final es paralelo al primer salmo en que tienen el mismo número de versículos.
Según la Cábala, las diez expresiones de alabanza de este salmo corresponden a las diez sefirot (emanaciones divinas). Además, la palabra «hallel» (הלל, alabanza) aparece trece veces en el salmo, en correlación con los Trece atributos de misericordia. La directiva «hallelu» (הללו, «alabad») se ve doce veces, en correspondencia con las doce lunas nuevas que se producen en un año del calendario hebreo. Cuando se recita este salmo durante el servicio de oración judío (véase más abajo), se repite el versículo 6, añadiendo una decimotercera expresión de «hallelu» que alude a la decimotercera luna nueva de un año bisiesto.
El Salmo 150 nombra nueve tipos de instrumentos musicales que se utilizan para alabar a Dios. Aunque se desconoce la traducción exacta de algunos de estos instrumentos, los comentaristas judíos han identificado el shofar, la lira, el arpa, el tambor, el órgano, la flauta, los címbalos y la trompeta. San Agustín observa que todas las facultades humanas se utilizan para producir música con estos instrumentos: «El aliento se emplea para soplar la trompeta; los dedos se utilizan para tocar las cuerdas del salterio y el arpa; toda la mano se ejerce para golpear el tamboril; los pies se mueven en la danza».

## Comentario exegético
El salmo 150 consta de seis versículos en los que predomina el metro 3+3. Adopta la forma de un himno de alabanza. Sin embargo, la invitación a la alabanza divina ha adquirido tanta fuerza, que ha desplazado el resto de elementos propios de estas composiciones.
Este himno contiene, en sus seis versículos, diez imperativos —«¡Alabadlo!»— que le otorgan un tono repetitivo. Esta monotonía verbal, que apunta a la grandeza divina, contrasta con la amplia variedad de instrumentos musicales convocados por el salmista.
La composición puede entenderse como «una introducción hímnica que responde a las preguntas de dónde (1), por qué (2) y cómo (3-5)» debe llevarse a cabo la alabanza.
El primer versículo nos dice donde debemos alabar a Dios. Se establece un paralelismo entre el santuario y el firmamento. Este puede interpretarse de tres formas diferentes:
- El paralelismo establece que la alabanza se da en el santuario celeste.[16][17]
- El salmo se refiere a la alabanza que tenía lugar en el templo. No obstante, este es un lugar donde se encuentran el cielo y la tierra.[14][18]
- La tercera opción sería traducir el versículo como «Alabad a Dios (que está) en su santuario [celeste]».[17]

El versículo 2 aporta el motivo de la alabanza: las obras estupendas realizadas por Dios, así como su inmensa grandeza —su mismo ser—. Para el salmista, la alabanza es debida a Dios, no solo por obligación, sino como agradecimiento.
Los versículos restantes se refieren el modo de alabar a Dios. Se invita a alabar a Dios con todo tipo de instrumentos musicales, como si se tratase de una orquesta. Finalmente se une el coro: todo ser viviente. El salmo concluye con la invitación «aleluya» (alabad a Yahweh) que sirve, a su vez, de conclusión para todo el Salterio.

## Texto
La siguiente tabla muestra el texto en hebreo del Salmo con vocales, junto con el texto en griego koiné de la Septuaginta, el texto en latín de la Vulgata y la traducción al español de la Biblia del Rey Jacobo. Tenga en cuenta que el significado puede diferir ligeramente entre estas versiones, ya que la Septuaginta y el texto masorético provienen de tradiciones textuales diferentes. En la Septuaginta, este salmo está numerado como Salmo 149.
| # | Hebreo                                    | Español                                                                                | Griego                                                                                               | Latín                                                                                  |
| - | ----------------------------------------- | -------------------------------------------------------------------------------------- | --- | -------------------------------------------------------------------------------------- |
| 1 | הַ֥לְלוּ־יָ֨הּ ׀ הַֽלְלוּ־אֵ֥ל בְּקׇדְשׁ֑וֹ הַֽ֝לְל֗וּהוּ בִּרְקִ֥יעַ עֻזּֽוֹ׃ | Alabad al Señor. Alabad a Dios en su santuario; alabadle en el firmamento de su poder. | ᾿Αλληλούϊα. - ΑΙΝΕΙΤΕ τὸν Θεὸν ἐν τοῖς ἁγίοις αὐτοῦ, αἰνεῖτε αὐτὸν ἐν στερεώματι τῆς δυνάμεως αὐτοῦ· | ALLELUIA. Laudate Dominum in sanctuario eius, laudate eum in firmamento virtutis eius. |
| 2 | הַלְל֥וּהוּ בִגְבוּרֹתָ֑יו הַ֝לְל֗וּהוּ כְּרֹ֣ב גֻּדְלֽוֹ׃          | Alabadle por sus poderosas obras; alabadle según su excelente grandeza.                | αἰνεῖτε αὐτὸν ἐπὶ ταῖς δυναστείαις αὐτοῦ, αἰνεῖτε αὐτὸν κατὰ τὸ πλῆθος τῆς μεγαλωσύνης αὐτοῦ.        | Laudate eum in magnalibus eius, laudate eum secundum multitudinem magnitudinis eius.   |
| 3 | הַ֭לְלוּהוּ בְּתֵ֣קַע שׁוֹפָ֑ר הַ֝לְל֗וּהוּ בְּנֵ֣בֶל וְכִנּֽוֹר׃       | Alabadle con el sonido de la trompeta; alabadle con el salterio y la harpa.            | αἰνεῖτε αὐτὸν ἐν ἤχῳ σάλπιγγος, αἰνεῖτε αὐτὸν ἐν ψαλτηρίῳ καὶ κιθάρᾳ·                                | Laudate eum in sono tubae, laudate eum in psalterio et cithara,                        |
| 4 | הַ֭לְלוּהוּ בְּתֹ֣ף וּמָח֑וֹל הַֽ֝לְל֗וּהוּ בְּמִנִּ֥ים וְעֻגָֽב׃       | Alabadle con el tamboril y la danza; alabadle con instrumentos de cuerda y órganos.    | αἰνεῖτε αὐτὸν ἐν τυμπάνῳ καὶ χορῷ, αἰνεῖτε αὐτὸν ἐν χορδαῖς καὶ ὀργάνῳ·                              | laudate eum in tympano et choro, laudate eum in chordis et organo,                     |
| 5 | הַלְל֥וּהוּ בְצִלְצְלֵי־שָׁ֑מַע הַֽ֝לְל֗וּהוּ בְּֽצִלְצְלֵ֥י תְרוּעָֽה׃    | Alabadle con los címbalos estruendosos; alabadle con los címbalos resonantes.          | αἰνεῖτε αὐτὸν ἐν κυμβάλοις εὐήχοις, αἰνεῖτε αὐτὸν ἐν κυμβάλοις ἀλαλαγμοῦ.                            | laudate eum in cymbalis benesonantibus, laudate eum in cymbalis iubilationis:          |
| 6 | כֹּ֣ל הַ֭נְּשָׁמָה תְּהַלֵּ֥ל יָ֗הּ הַֽלְלוּ־יָֽהּ׃                 | Que todo lo que respira alabe al Señor. Alabad al Señor.                               | πᾶσα πνοὴ αἰνεσάτω τὸν Κύριον. ἀλληλούϊα.                                                            | omne quod spirat, laudet Dominum. ALLELUIA.                                            |

## Comentarios

### De la Iglesia católica

#### A todo el salmo
El Salmo 150 cierra no solo la quinta parte del libro de los Salmos, sino también todo el Salterio, al igual que lo hacen otras doxologías en las divisiones anteriores. Su papel de conclusión está preparado por el conjunto de salmos de alabanza que lo preceden, conocidos como el Hallel final (Sal 146–149). Este himno sigue una estructura clara y progresiva: comienza indicando a quién se debe alabar y dónde (v. 1), luego presenta el motivo de la alabanza (v. 2), describe cómo se debe hacer, con instrumentos y gozo (vv. 3–5), y finalmente, señala quiénes deben alabar: “todo ser que alienta” (v. 6). El nombre de “Dios” al principio (v. 1) y “el Señor” al final (v. 6) enmarcan el salmo, formando un inicio y cierre que subrayan el centro de la alabanza: Dios mismo.
Para el cristiano, este salmo adquiere un sentido más pleno al contemplar la obra definitiva de Dios en Cristo. Jesús es el verdadero “Santuario” (v. 1), y en Él, el creyente eleva su alabanza permanente. Esta actitud está alimentada por la meditación constante de su Palabra, la Ley nueva (cf. Sal 1,2), y expresada en la vida de comunidad: «Que la palabra de Cristo habite en vosotros abundantemente... con salmos, himnos y cánticos espirituales...»
Así, el Salmo 150 no solo cierra el libro de los Salmos, sino que abre a la Iglesia a una alabanza continua, universal y espiritual, centrada en Cristo.

#### A los versículos 1-2
En el Salmo 150, el término «Santuario» (v. 1) se refiere en primer lugar al cielo, morada de Dios, según sugiere el paralelismo del versículo. Sin embargo, a lo largo del salmo, su sentido se amplía: abarca también el Templo de Jerusalén, donde se celebra la liturgia con instrumentos musicales (vv. 3–5), y finalmente, se extiende a todo el mundo, ya que la alabanza es encomendada a “todo ser que alienta” (v. 6). Así, el salmo sintetiza todos los motivos de alabanza expresados a lo largo del Salterio: desde las obras salvadoras de Dios en la historia hasta su poder soberano sobre la creación. El Templo, el cielo y la tierra entera se unen en un mismo canto, reconociendo a Dios como Señor del universo y Salvador de su pueblo.

#### A los versículos 3-6
Al mencionar los instrumentos litúrgicos en el Salmo 150, se destacan aquellos usados en las grandes celebraciones religiosas: el *cuerno* (v. 3), símbolo de proclamación y anuncio solemne, y otros como el *arpa*, la *cítara*, el *tamboril*, la *danza*, los *cuerdas*, *flautas* y *címbalos* (vv. 4-5), todos asociados con el culto en el Templo y las peregrinaciones festivas (cf. Sal 149,3).
Agustín de Hipona, al reflexionar sobre esta enumeración, comenta que estos instrumentos no son solo sonidos externos, sino que simbolizan las diversas disposiciones del alma: 

Cada instrumento evoca una dimensión interior: el cuerno la fuerza del espíritu, el arpa la armonía del corazón, el tamboril el ritmo de la obediencia, la danza el gozo en Dios, los címbalos el entusiasmo desbordante. Así, no basta con alabar a Dios con la voz o el gesto: todo el ser debe convertirse en instrumento vivo de alabanza.

Este comentario resalta que el salmo no solo convoca a usar instrumentos musicales en el culto, sino que invita a que cada persona se convierta en un “instrumento espiritual”, dejando que todo en su vida sea alabanza a Dios.

## Interpretación patrística
La interpretación patrística de este salmo es, por lo general, alegorizante. Los comentaristas se centran principalmente en dar un significado espiritual a los distintos instrumentos musicales. Estos son vistos como alegoría o representación de realidades muy diversas como, por ejemplo:
- Disposiciones internas de cara a la salvación como el deseo de Cristo, la renuncia al pecado o la confesión de la fe (Orígenes y Arnobio).[29]
- Los distintos miembros del cuerpo humano —ojos, manos, oído, pies, etc.— cuando se apartan del pecado y realizan buenas obras (Juan Crisóstomo).[30]
- Los santos y la asamblea litúrgica (Agustín de Hipona):[31][32]

Vosotros sois la trompeta, el salterio, la cítara, el tambor, el coro, las cuerdas, el címbalo sonoro de regocijo de las cosas que suenan bien porque son armónicas. [...] Todo espíritu alabe al Señor.
Agustín de Hipona

## Uso litúrgico

### En el Judaísmo

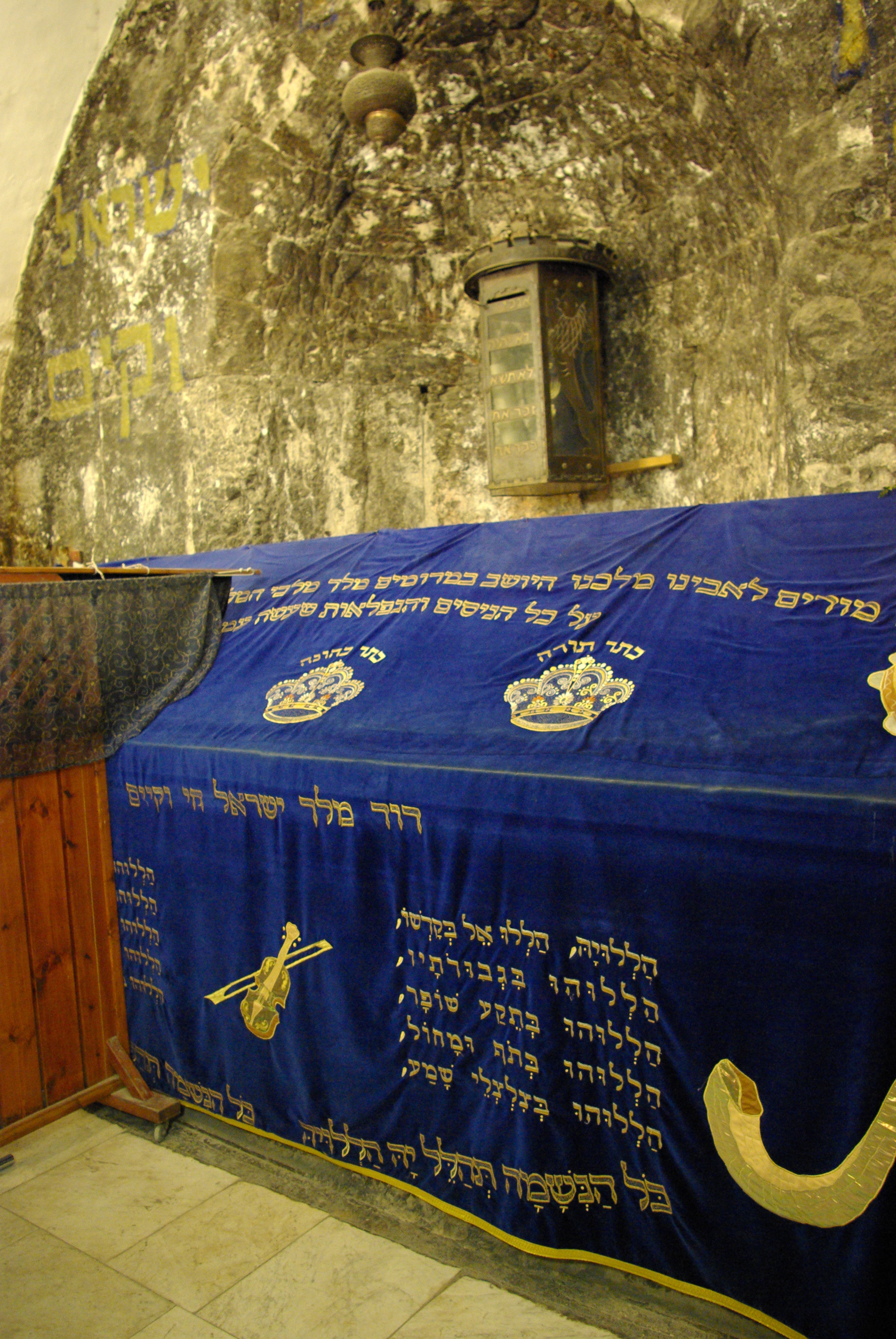
Lienzo con el salmo 150 bordado cubriendo la tumba del rey David.

Los salmos 146, 147, 148, 149 y 150 constituyen la parte principal del Pesukei dezimra, en la oración matutina judía. Al rezar el salmo 150 en este oficio, se repite siempre la recitación del versículo seis. Así se indica la conclusión de la parte principal del Pesukei dezimra. Esta repetición final refleja también la costumbre de recitar dos veces el último versículo de cada libro de la Torá cuando se concluye su lectura en la sinagoga.

### En la Iglesia Católica
Desde la Alta Edad Media este salmo, junto con los salmos 148 y 149, se recitaba en el oficio matutino de los monasterios, tal como lo estableció Benito de Nursia en su Regla. Muy probablemente fue el comienzo de los salmos 148 y 150 —Laudate Domino— lo que dio su nombre actual (laudes) a esta hora canónica.
En la actualidad, la liturgia católica incluye el salmo 150 en la liturgia de las horas. Concretamente, lo encontramos como tercer salmo en las laudes del segundo y cuarto domingo del salterio, del Sábado Santo y, de manera facultativa, en el oficio de difuntos. Para facilitar la comprensión se le asigna a cada salmo un título en rojo (rúbrica) que no forma parte del salmo. El título del Salmo 150 es Alabad al Señor. Asimismo, se recita en la celebración de la Eucaristía, como salmo responsorial, el jueves de la semana XXIII del tiempo ordinario, en los años pares, y el miércoles XXXIII —del mismo tiempo—, en los años impares.

### En la Iglesia Anglicana
El Libro de oración común de la Iglesia de Inglaterra indica la recitación del salmo 150 en el rezo de vísperas del trigésimo día del mes.

## El salmo 150 en el arte y la cultura

### Cantoriade Luca della Robbia
El salmo 150 es el tema representado por Luca della Robbia en la cantoria —tribuna del coro— situada antiguamente en la catedral de Santa María del Fiore, en la ciudad italiana de Florencia.
La cantoria consta de diez paneles esculpidos en mármol y del texto del salmo tallado en latín. Los ocho paneles centrales hacen referencia a los distintos instrumentos mencionados en el salmo. Actualmente se encuentra en el Museo dell'Opera del Duomo de la misma ciudad.